# Villeneuve (Ariège)
Villeneuve is een gemeente in het Franse departement Ariège (regio Occitanie) en telt 40 inwoners (2009). De plaats maakt deel uit van het arrondissement Saint-Girons.

## Geschiedenis
Villeneuve was onderdeel van het kanton Castillon-en-Couserans tot dit op 22 maart 2015 werd opgeheven en de gemeente werd opgenomen in het op diezelfde dag gevormde kanton Couserans Ouest.

## Geografie
De oppervlakte bedraagt 5,3 km², de bevolkingsdichtheid is dus 7,5 inwoners per km².

## Demografie
Onderstaande figuur toont het verloop van het inwoneraantal van Villeneuve vanaf 1962.

Vanwege een beveiligingsprobleem met de MediaWiki Graph-software is het momenteel niet mogelijk deze grafiek weer te geven. Zodra de software is bijgewerkt zal de grafiek vanzelf weer zichtbaar worden.
Bron: Frans bureau voor statistiek. Cijfers inwoneraantal volgens de definitie population sans doubles comptes (zie de gehanteerde definities)
Antras · Argein · Arrien-en-Bethmale · Arrout · Aucazein · Audressein · Augirein · Balacet · Balaguères · Bethmale · Bonac-Irazein · Bordes-Uchentein · Buzan · Castillon-en-Couserans · Cescau · Engomer · Eycheil · Galey · Illartein · Montégut-en-Couserans · Moulis · Orgibet · Saint-Girons · Saint-Jean-du-Castillonnais · Saint-Lary · Salsein · Sentein · Sor · Villeneuve